# Tadmarton
Tadmarton – wieś w Anglii, w hrabstwie Oxfordshire, w dystrykcie Cherwell. Leży 35 km na północ od Oksfordu i 108 km na północny zachód od Londynu. W 2001 miejscowość liczyła 430 mieszkańców.